# Arasinagundi, Hiriyur
Arasinagundi là một làng thuộc tehsil Hiriyur, huyện Chitradurga, bang Karnataka, Ấn Độ.